# Poterie alsacienne
La poterie alsacienne, dont l'histoire est ancienne, connaît son apogée au XIXe siècle, tant en matière d'améliorations techniques que de variété de formes et de décors. À travers toute l'Alsace, de nombreux ateliers de potier répondent alors à l'importante demande populaire en fabriquant des récipients et de la vaisselle en terre cuite, éléments de l'équipement domestique utilisés au quotidien. Au cours de ce même siècle, le nombre d'ateliers diminue progressivement et se maintient uniquement dans deux villages de Basse-Alsace, situés en bordure de la forêt de Haguenau. Dans l'un d’eux, Soufflenheim, les artisans potiers produisent des récipients en terre vernissée, tandis que dans l’autre, Betschdorf, ils fabriquent des contenants en grès. Ces poteries sont essentiellement utilisées dans le domaine culinaire : les pièces en terre vernissée permettent de cuisiner les mets et de les servir  à table, les pots et cruches en grès contiennent des boissons et sont utilisés pour conserver des aliments gras ou liquides. Sont donc exclus de ces descriptions les objets à caractère décoratif (vases), architectural (tuiles), religieux (bénitiers) ou utilitaire (encrier).

## Avant la fin du Moyen Âge
La fabrication de récipients en terre cuite est pratiquée en Alsace depuis le début du Néolithique, vers 5 500 avant notre ère. Ce savoir-faire est arrivé par étapes depuis le Proche-Orient, en même temps que la pratique de l’agriculture et de l’élevage, corollaires d’un mode de vie sédentaire. Dans une partie de l'Europe continentale, dont l'Alsace, se sont installés des villages de la culture rubanée (ou Linearbandkeramik). Les vestiges des sites d'habitat retrouvés en fouille ont livré des fragments de grands pots à dégraissant grossier, faits pour la cuisson ou le stockage d'aliments. Dans les tombes, où elles accompagnent les défunts, sont en revanche déposées des poteries d'une belle qualité esthétique, dont la  surface est soigneusement lustrée et décorée de motifs rubanés.
Au cours des siècles, les formes et les décors des céramiques se modifient en même temps que changent les modes de vie et les pratiques funéraires, définissant ainsi des cultures différentes. C’est vers 400 avant notre ère qu’est inventé le tour de potier, peu avant l'occupation romaine qui a vu déferler une céramique extrêmement abondante et très variée. Bien que cuits dans des fours de potier locaux, les types réalisés alors s’inspirent de modèles diffusés depuis l'Italie. Il en est ainsi pour la céramique sigillée, marqueur de la civilisation romaine à travers toute l'étendue de son empire : en Alsace, les ateliers d’Ittenwiller et de Heiligenberg-Dinsheim fabriquent en effet cette céramiques de façon quasi industrielle.
À l’époque mérovingienne, les poteries, essentiellement des dépôts funéraires, sont grises, de forme carénée et portent des décors estampés ou ondulés. Avec l'influence du christianisme, l'usage de déposer des objets dans les tombes disparaît ; ce sont donc les dépotoirs de potier qui livrent l'essentiel des vestiges de la production céramique. À Strasbourg, des restes de fours du XIe – XIIe siècle av. J.-C. ont été retrouvés en périphérie de la ville médiévale. Leurs rebuts de cuisson se composent essentiellement de fragments de céramique culinaire rouge orangée. La vaisselle en bois est cependant encore primordiale pour l'usage individuel, les assiettes en céramique ou en étain n'étant pas encore en usage.
Cette production strasbourgeoise est concurrencée à partir du XIIIe siècle par les ateliers installés dans le nord de l’Alsace, à Soufflenheim, Haguenau et Saverne, qui vendent leurs poteries sur les foires et marchés de Basse Alsace. Ils proposent essentiellement des récipients en céramique dite « grise cannelée ». Il s'agit de pots non vernis, dont la couleur grise est due à une cuisson réductrice (donc sans oxygène) et qui sont garnis sur une partie de leur panse de cannelures horizontales conçues par le potier à la fois à la fois comme un décoret comme une aide à la préhension. Le sous-sol de Strasbourg renferme aussi des tessons de cette céramique cannelée, parfois aussi  de fragments de pots en grès, dont certains sont décorés au bleu de cobalt.
- Récipients des XVe-XVIe s. trouvés à Strasbourg.
- Pot en céramique grise cannelée[8].
- Caquelon tripode[8].
- Grand pichet en grès[8].

## Les corporations de potiers
Sur l’emblème des potiers de terre (car il existe aussi des potiers d’étain) figurent un pot et un gabarit. Un règlement a été établi en 1435 pour les pays du Rhin supérieur : les potiers sont rattachés à la corporation des maçons. Ils fabriquent et vendent « des pots, cruches, carreaux et autre vaisselle », mais sont aussi tenus de savoir monter et réparer des poêles. À Haguenau, au XVe siècle, les potiers se rattachaient à la tribu des maçons, charrons, tuiliers et couvreurs. Dans cette ville, leur tribu ne devient une corporation indépendante qu'en 1745.
Au XVIe siècle, les artisans strasbourgeois tentent toujours de se défendre contre les productions venues du nord de l’Alsace. Par ailleurs, des fragments de céramique  d'importation  apparaissent parmi les vestiges mis au jour dans les fouilles archéologiques à Strasbourg. La plupart proviennent de poteries du Rhin moyen, arrivées depuis les grandes foires de Francfort ou de Cologne. Il s’agit de récipients en grès fabriqués à Siegburg, Raeren, Cologne ou Frechen et même parfois de faïences à décor bleu, pièces acquises par les plus fortunés.

## La terre vernissée
À partir du XIIIe siècle , l’étanchéité des récipients est grandement améliorée par l’ajout, à l’intérieur du pot, d’une glaçure composée de sable quarzeux (silice) finement broyé et d'oxydes métalliques qui permettent d'y appliquer des couleurs, essentiellement le vert (oxyde de cuivre) et le jaune. La vaisselle culinaire, qui présente souvent des traces de feu, est alors composée de pots tripodes et de caquelons à manche creux posés directement sur un foyer ouvert. À ces pièces, largement usitées dans tout l'espace rhénan, s'ajoutent des jattes et des tasses. Les rebords des pots sont souvent élargis pour accueillir des couvercles.
Un siècle plus tard, ce sont quasiment tous les types de pots qui sont vernissés à l’intérieur. De plus, et de plus en plus fréquemment, l’extérieur est lui aussi verni, ce qui accroît l’étanchéité de la poterie aux liquides ou à la graisse.
Dans une latrine de Strasbourg utilisée de 1649 à 1730 ont été découvertes de grandes quantités de céramique, dont des plats creux, des écuelles et assiettes à décor polychrome, ornés à la barbotine de motifs végétaux, dont des tulipes et des grenades ou encore d’animaux tels le cerf ou l’oiseau, et parfois même des humains. Ces thèmes, qui font probablement allusion à la fécondité, vont prospérer jusqu’au début du XXe siècle sur les plats et pots, généralement destinés à être offerts en cadeau de mariage.
Grâce à une enquête administrative, il est établi qu'en 1799 existaient dans le seul département du Bas-Rhin 150 ateliers de potiers, implantés dans 38 communes. À partir du milieu du XIXe siècle, ces ateliers disparaissent les uns après les autres et Soufflenheim devient peu à peu le dernier et seul centre de fabrication de poterie vernissée en Basse-Alsace. En 1910, Hans Haug y compte encore 32 maîtres potiers qui produisent essentiellement de la "vaisselle de cuisine et de table". Plusieurs d'entre eux sont parvenus jusqu'au XXIe siècle à résister à la concurrence d'autres matériaux utilisés dans le domaine culinaire, comme le métal pour la cuisson (fer blanc, fonte, aluminium) et les importations de faïence industrielle utilisées pour le service des plats.

### Techniques de fabrication
Il est probable que la proximité des gisements d’argile de la forêt de Haguenau, laquelle offre aussi de grandes ressources de bois pour les fours, a été pour beaucoup dans le maintien des ateliers situés à Soufflenheim. Après la difficile extraction de l’argile depuis le sous-sol, la terre glaise doit reposer un certain temps. Une fois transportée dans la cave du potier, elle est filtrée, humidifiée, malaxée, puis découpée en blocs. Puis débute le travail en atelier. Une motte de terre est posée sur le tour, qui est composé de deux meules horizontales : la petite meule, ou girelle, sur laquelle travaille le potier, étant le support du futur pot, celle du bas, plus large, est actionnée par les pieds du potier assis qui entraîne ainsi l'ensemble du mécanisme. Près du tour sont placés deux récipients dont l’un contient de l’eau pour que les mains de l'artisan puissent rester mouillées pendant le travail, l’autre reçoit la barbotine qui se forme au cours du tournage.
La motte de terre placée sur le tour est creusée par le potier, puis les parois du pot s'élèvent grâce à l'action des mains de l'artisan, qui finit de lui donner la forme prévue en le tournant (tourner = dräje). Un potier parvient à créer jusqu'à 300 pièces par jour. Un autre ouvrier est chargé de poser des anses, verticales ou horizontales selon le modèle prévu, préalablement coupées dans des colombins d'argile. Les pots terminés sont alors mis à sécher sur des étagères.
Lorsqu'il a atteint le degré de séchage recherché, le pot devient support d'un décor, réalisé à la main, et généralement par les femmes, avec de la barbotine, une argile très liquide contenue dans un petit récipient appelé barrolet, sorte d’encrier muni d’une tige de plume d’oie. Cet instrument permet de tracer finement un motif, voire une inscription, sur le pot en laissant couler la barbotine. Les différentes couleurs prévues pour le décor sont préparées à l'avance dans des pots, puis chacune versée dans un barrolet séparé. Les poteries sont ensuite trempées dans un bain de glaçure au plomb que la cuisson va transformer en vernis. Certaines couleurs étaient parfois extraites de couches d’argile de teintes variées, comme de l’ocre ou du blanc, mais surtout réalisées à partir d’oxydes broyés.

Après une nouvelle phase de séchage, les pièces sont disposées avec beaucoup de soin dans un grand four voûté bâti en briques réfractaires. La mise en place de petites de pièces de calage permet d’éviter que les poteries ne se touchent pendant la cuisson. La cuisson au bois se fait durant 40 à 48 heures à 950°. Après environ trois jours d'attente, le four est suffisamment refroidi pour pouvoir être ouvert. Lors du défournement se révèlent les différentes couleurs prises par les pièces à la cuisson, parmi lesquelles dominent les teintes ocre jaune et orange, les couleurs appliquées lors de la préparation des pots ayant été révélées sous l'effet de la chaleur du four.

### Utilisation
Dans son livre de 1510, Matthias Hupfuff énumère les objets nécessaires à un ménage (Haussrath). Parmi ceux-ci figure la liste des poteries servant à la cuisson des aliments ainsi que celle des pièces utilisées pour le service des mets à table.
Les formes des pièces utilisées pour la cuisson dépendent bien entendu de ce qui y est cuisiné, ce qui est difficile à établir, mais aussi des changements qui interviennent dans la structure du foyer. Longtemps, celui-ci est resté un feu ouvert, aménagé sur des briques ou des tuiles posées à même le sol. Des poteries comme les caquelons tripodes sont posés directement sur les braises. Un bâton inséré dans leur manche creux permettait de les retirer du feu sans se brûler. La plupart des pots élevés contiennent des liquides, soupe ou bouillie et certains servent de pot à eau posés à côté de l'évier.
Les éléments servant au ervice des mets, souvent mentionnées dans les inventaires après décès, sont plus souvent des objets utilisés collectivement  qu’individuellement. Avant la Révolution française, l'usage de la vaisselle en terre cuite n'est pourtant pas généralisé : les convives se servent parfois directement dans la marmite, utilisent des assiettes en bois, puis des assiettes en étain au cours du XVIIIe siècle. À partir du XVIIe siècle, de grands plats en terre cuite sont utilisés pour un usage collectif : chaque convive y puise à l’aide de sa cuiller en bois ou de ses doigts. La vaisselle individuelle n’est en effet pas encore utilisée dans les milieux modestes. Et c’est surtout à la fin du XVIIIe siècle que se diversifient les formes et que se multiplient les objets utilitaires, dans le domaine culinaire (faisselles, barattes) comme ailleurs.

### Les moules à gâteaux
Parmi les moules à gâteaux, les plus connus sont les moules à kougelhopf, dont l’existence est avérée depuis les années 1600. Le plus ancien pourrait être un exemplaire fragmentaire découvert lors de fouilles dans la rue des Juifs et dont l’intérieur est enduit de vernis jaune. Ces moules très courants sont cependant plus variés qu'on ne pourrait le penser, les divisions intérieures se faisant en parts rectilignes ou en parts torsadées.
- Moule à kougelhopf[28].
- Moule à gâteau en forme d'agneau[28].
- Matrice et moule à gâteau en forme de bébé emmailloté[28].

Pour faire le moule d'un gâteau spécifique, le potier doit d’abord créer une matrice ou contre-moule, à partir duquel il pourra confectionner de nombreux exemplaires d'une même forme. Faites en terre réfractaire, ces matrices préfigurent l'aspect qu'aura le gâteau une fois démoulé après cuisson. En effet, le relief du modèle va s'imprimer en creux dans le moule. Celui-ci est vernissé uniquement à l’intérieur, sur la partie qui sera en contact avec la pâte encore liquide du futur gâteau. L’extérieur, qui n’est jamais verni, sauf à partir des années 1970 et pour des modèles à but décoratif, est parfois muni de petits pieds lorsque le fond du moule n’est pas plat, ce qui permet de le stabiliser en le plaçant dans le four. En Alsace, les gâteaux en pâte levée affectent une grande variété de formes, car ils sont consommés lors d'événements bien précis. Le type de moule à gâteau le plus ancien est sans doute celui du bébé emmailloté, qui peut être utilisé à Noël ou encore lors d’un baptême. Les biscuits en forme d’écrevisse, animal pondant beaucoup d’œufs et symbolisant probablement la fécondité, pouvaient être consommés lors d’un mariage. Une forme de moule résulte peut-être d’une initiative politique : il s’agit d’une fleur de lys, un gâteau servi  à  l’occasion de l’anniversaire du roi, qui a été appréciée lors rétablissement de la royauté sous la Restauration (1814-1830). Lors du repas clôturant la période des vendanges, ceux qui ont  participé à cette période de cueillette du raisin voyaient arriver à table un gâteau ayant l'aspect d'une grosse grappe de raisin. Chaque « grain » du gâteau est un raisin sec trempé dans du schnaps et déposés dans les alvéoles du moule. À Pâques, les boulangers proposent encore au XXIe siècle un biscuit en forme d’agneau couché, cuit dans un moule en deux parties, et symbolisant le Christ ressuscité.

## Les grès au sel
La fabrication de grès céramique est attestée en Alsace dès le XVe siècle, en particulier dans les villes et essentiellement à Strasbourg et Haguenau. Ces premières pièces portent parfois un décor non figuratif peint au bleu de cobalt, mais il s'agit surtout de tasses et de cruchons, évoquant le service de la boisson.
Les ateliers et fours des potiers sont alors installés en-dehors des fortifications, car les flammes du foyer de cuisson risquaient de communiquer des incendies aux maisons de la ville. C'est vraisemblablement la destruction préventive des secteurs situés à l'extérieur des remparts qui a entraîné celle des fours de potier, suivie d'une période de baisse de la production de poterie. On craignait en effet des attaques, telle celle de Charles le Téméraire entre 1470 et 1477, ou encore des raids de bandes de brigands. Au XVIIe siècle, les considérables destructions dues à la guerre de Trente Ans ont accentué cette disparition. Pourtant, dans le même temps, des pièces fragmentaires, importées de centres de poterie du Rhin moyen (Frechen, Siegburg, Raeren, puis du Westerwald apparaissaient  dans les fouilles pratiquées de la capitale alsacienne
Lorsqu'en 1717 un potier de grès nommé Jean Spitz venu du Taunus s’installe à Oberbetschdorf, la production reprend dans le nord de l’Alsace. D’autres artisans, J.P. Wingerter et J. G. Krummeich, venus du Westerwald, vont s’installer dans le comté de Sarrebruck, à Saverne, aussi à Betschdorf, apportant avec eux leurs techniques de fabrication et leurs décors à base de bleu de cobalt, parfois rehaussés de violet de manganèse. Vers 1780, une dizaine de potiers de grès exercent à Betschdorf . Après la Révolution, période où ils étaient retournés en Allemagne, les potiers de grès retrouvent la prospérité en Alsace au début du XIXe siècle.

### Techniques de fabrication
Les techniques de production d’un pot en grès sont assez proches de celles utilisées pour fabriquer de la terre vernissée, bien que les formes et les usages en diffèrent. Le choix de la terre utilisé est différent et les potiers alsaciens ont depuis leur arrivée mélangé l'argile de Betschdorf à de la terre importée du Westerwald. Après le tournage, les pots sont libérés de la girelle par le passage d'un fil métallique, puis munis d’anses lorsque la forme souhaitée est celle d'un des nombreux types de cruches confectionnés en grès. Les pots sont ensuite stockés sur des planches pour être séchés à la consistance du cuir, ou laderhart.
Généralement réalisée par les femmes de la famille  la décoration se fait de deux manières, parfois associées sur le même récipient. Le contour des motifs choisis est incisé dans la pâte, puis rehaussé au pinceau avec du bleu de cobalt. À Betschdorf, les artisans utilisent un instrument spécial, (Dejholz), une lame de bois qui incise la pâte et que le décorateur fait basculer avec dextérité sur l’arrondi de la panse pour former des motifs rayonnants ou des guirlandes. À Saverne, des rouelles imprimées dans la pâte composent le décor.
À l’enfournement, de nombreux dispositifs sont mis en place pour empêcher les objets de se toucher, entre autres des contenants ajourés appelés casettes. Lorsque le four est rempli, l’ouverture en est murée. La cuisson dure environ 50 heures et la température est portée jusqu’à 1 250°. Lorsque celle-ci est à son maximum, des pelletées de gros sel sont jetées dans le four par des ouvertures ménagées dans la voûte du four. Vaporisé par la chaleur, le sel forme sur la paroi des pots une fine pellicule vitreuse, brillante et imperméable.
Après le refroidissement du four et l’ouverture de la porte apparaissent les pots, brillants, aux formes d’une grande variété. Sur la surface grise de la terre se distinguent des motifs incisés, ainsi que des décors peints en bleu, essentiellement des fleurs et des animaux.

### Utilisation, typologie
Le grès ne peut pas aller au feu, sans quoi il éclaterait. En revanche, la couche brillante qui orne la paroi des pots est complètement étanche aux liquides et aux graisses, qui ne risquent pas d’imprégner les parois et de suinter à l'extérieur. Autant que leur couleur et leurs formes, les fonctions des récipients en grès sont différentes de celles des pots en terre vernissée.
- Grès de Betschdorf.
- Canette à bière avec étoile des brasseurs[28].
- Pichet à vin à panse hexagonale[28].
- Pot à écrémer[28].
- Cruche à huile[28].
- Grand pot à conserver les œufs[28].

La majorité des formes sont des cruches. Elles sont utilisées pour contenir les boissons courantes : vin, bière, qui sont parfois protégées par des couvercles en étain pouvant se rabattre grâce à un poucier. De forme tronconique, les canettes à bière sont souvent décorées de l’étoile à six branches, emblème de la corporation des brasseurs. Pour produire de la crème, le lait est transvasé dans des pots à deux anses munis d’un petit tuyau d’où va s’écouler le petit-lait. Des cruches à goulot étroit servent à garder l’huile, tandis que des pots élevés sont affectés à la conservation des œufs dans de l’eau de chaux (Glaswasser) ou de légumes en saumure, haricots, navets ou choucroute. Des pots ventrus gardent l’eau-de-vie, dont des quantités plus réduites sont transvasées dans de petites cruches à emporter. Des formes plus petites, mais trapues et à base plate, sont utilisés pour stocker du beurre clarifié (Anke) ou du saindoux, graisses utilisées au quotidien dans la cuisine. Munis de quatre pieds, les tonnelets à vinaigre ajoutent leur forme originale à ce répertoire diversifié.
- Grès de Betschdorf.
- Petite fiole à eau-de-vie[28].
- Pot à graisse[28].
- Tonnelet à vinaigre[28].

## Commercialisation
Ce sont des marchands ambulants (Gschirmann) qui diffusent ces produits à une distance de 20 à 30 km du lieu de production. Ils se déplacent avec une charrette à bras bâchée ou des voitures plus grandes tirées par un cheval, plus tard, dans des camionnettes. Ils y transportent tous les types de poteries fabriquées localement, en terre vernissée comme en grès, prenant soin de les enfouir dans des bottes de paille, parfois même de protéger chaque pot par un treillis métallique.

Dans certaines localités se tenaient à dates fixes des marchés spécifiques ou Häfelemärik. En Basse-Alsace, il y en avait à Strasbourg, Haguenau, Pfaffenhoffen et en Haute-Alsace à Folgensbourg et Altkirch.
Avec le développement du tourisme en Alsace, les poteries de Soufflenheim et Betschdorf ont été considérées depuis les années 1970 comme des productions typiquement régionales, dont la vente se faisait alors majoritairement sur place, dans la boutique ou l'atelier même des potiers. Les points de vente se sont diversifiés, mais les villages potiers sont moins visités.
En ce qui concerne la terre vernissée, le caractère culinaire des poteries se maintient grâce à plusieurs objets comme la terrine à baeckeofe, plat régional réputé et toujours apprécié, grâce aux moules à kougelhopf devenus aussi bien décoratifs qu'utilitaires, ainsi que toute une gamme de saladiers et bols. Après une période de baisse de qualité des techniques décoratives, simplement réalisées au pinceau plutôt que gravées décors, la poterie au grès est redevenue une production de qualité. Toutefois, les techniques actuelles de conservation des aliments ont entraîné la perte de fonctionnalité des pot en grès.

## Faïence de luxe
Tout comme le grès, la faïence ne peut pas aller au feu sans quoi elle se briserait. Elle n'a donc pas de fonction culinaire, et est utilisée uniquement pour la fabrication de vaisselle de table. Le matériau, cuit deux fois, imperméable, séduit par son aspect brillant et la couleur blanche de son fond, qui met en valeur un décor fin et coloré. Sa fabrication met en œuvre des techniques nouvelles pour l'Alsace et certaines des pièces produites sont des objets exceptionnels, dont l'usage — et l'achat — est réservé à une élite fortunée.
À Strasbourg s'installe en 1709 un fabricant de pipes en terre d'origine hollandaise, Charles-François Hannong. Il s'associe avec un faïencier allemand et produit alors des objets en faïence à partir de 1721 et sur trois générations et deux lieux, Strasbourg et Haguenau.
- Faïence de Hannong
- Plat octogonal
(Charles-François Hannong)[41].
- Assiette à décor floral
(Joseph Hannong)[41].
- Terrine en forme de chou-fleur
(Paul Hannong)[28].

Les amateurs de grands services de table comme en produit l'entreprise Hannong à son apogée (vers 1750) sont des familles de la noblesse européenne, majoritairement allemande. Paul Hannong, se lance dans la fabrication de la porcelaine, mais connaît des déconvenues et la production de son fils Joseph est de médiocre qualité, si bien que les manufactures des Hannong font faillite en 1781.

## Faïenceries industrielles
Après la disparition des ateliers Hannong, aucune faïencerie ne s'est plus implantée ni créée en Alsace. En revanche, cet artisanat s'est considérablement développé en Lorraine. Certaines de ces entreprises ont développé une politique d'exportation vers l'Alsace, dont les habitants sont devenus leurs clients dès le tout début du XIXe siècle et, pour certaines, le sont restées aussi durant tout le XXe siècle.
Fondée par le duc Léopold de Lorraine, Lunéville fabrique de la faïence à partir de 1723. Géographiquement très proche, la manufacture de Saint-Clément débute sa production en 1758. Elle est d’abord associée à Lunéville et leurs décors sont souvent semblables.
Les productions lorraines les plus anciennes que l'on trouve en Alsace ne portent ni talon, ni marque, lesquels n’apparaîtront que vers 1820. Les pièces recherchées sont essentiellement des pichets, des soupières et surtout des assiettes plates, aux ailes peignées de rouge pourpre. Alors peints à la main, les motifs sont des fleurs et des oiseaux. les décors seront très vite appliqués au pochoir et ensuite grâce à des décalcomanies.
C'est la production des faïenceries de Sarreguemines, fondées en 1790, qui a fourni l'essentiel de la vaisselle de table des Alsaciens pendant bien plus d'un siècle. Les services, souvent offerts en cadeau de mariage, sont déclinés en de nombreux décors. Toutefois, celui qui a le plus de succès auprès des Alsaciens est le réputé service « Obernai », dont les décors ont été dessinés par Henri Loux, qui a travaillé à la faïencerie de 1902 à 1906. Le service " Obernai " a été réédité depuis 1902 en diverses variantes et est aujourd'hui produit à Lunéville, l'entreprise de Sarreguemines ayant été liquidée en 2007.
Au XXIe siècle, la poterie de terre vernissée produite à Soufflenheim comme le moule à kougelhopf ou la terrine à baeckeofe reste appréciée en tant que poterie à usage culinaire, tandis que les potiers ont su renouveler les couleurs et les motifs décoratifs. Betschdorf abrite le musée de la poterie et la maison du potier qui sont une destination prisée des touristes et des amateurs, cependant la production des grès est davantage tournée vers les objets décoratifs que les contenants utilitaires.

#### Le Moyen Âge
- Yves Henigfeld, « La céramique et le verre comme témoins de la vie quotidienne : l’apport de l’archéologie », dans Monique Fuchs (dir.), Les collections du Musée historique de la ville de Strasbourg : de la ville libre à la ville révolutionnaire, Strasbourg, Musées de la Ville de Strasbourg, 2008, 223 p. (ISBN 978-2-35125-053-2), p. 55-65
- Aurélie Gerbier, (dir.), Au gré du Rhin. Les grès allemands du Musée national de la Renaissance, Réunion des musées nationaux, 2014, 128 p.  (ISBN 978-2-7118-6235-1)
- Bernadette Schnitzler (dir), Vivre au Moyen Âge, 30 ans d’archéologie médiévale en Alsace (catalogue), Strasbourg, 1990, 523 p. (ISBN 9782901833529)
- Bernadette Schnitzler (dir.), À l’aube du Moyen Âge, l’Alsace mérovingienne, Les Musées de la Ville de Strasbourg, 1997, (p. 77-83 et 128-129). 140 p.  (ISBN 2 901 833-05-5)
- (de) Vor dem grossen Brand, Archäologie zu Füssen des Heidelberger Schlosses, Landesdenkmalamt Baden-Württemberg, Stuttgart, 1992, 204 p.  (ISBN 3-927714 17-8)

#### Céramiques traditionnelles (vernissées et grès)
- Thierry Fischer, "Poterie de terre (Les ateliers locaux de)", Encyclopédie de l'Alsace, vol. 10, 1985, p. 6134-6136
- Georges Klein, Poteries populaires d’Alsace, Rosheim, Éd. du Bastberg, 1989, 285 p. (ISBN 978-2906458055)
- Malou Schneider, « Soufflenheim et Betschdorf, centres de production de céramique traditionnelle », La Revue de la Céramique et du Verre, no 39, mars 1988, p. 14-23
- Malou Schneider, « La cuisine », « La poterie traditionnelle », « Tant de gâteaux », Le Musée Alsacien de Strasbourg, Les Musées de la Ville de Strasbourg, 2006, 144 p.  (ISBN 2-35125-005-2)

#### La terre vernissée
- André-Marcel Burg, « Les potiers de terre de Haguenau du XIIIe au XIXe siècle », dans Artisans et ouvriers d'Alsace, Istra, 1965, p. 79-95.
- Emile Decker et alii, La céramique de Soufflenheim, Cent cinquante ans de production en Alsace 1800-1950, Inventaire général des monuments et des richesses artistiques de la France, 2003, 112 p.  (ISBN 2-914528-05-1)
- Bernard Demay, La poterie culinaire, Ed. du Bastberg, 2004, 119 p.,  (ISBN 2-84823-027-4)
- Bernard Demay, Les moules à gâteaux, Ed. du Bastberg, 2003, 119 p. (ISBN 2 84823-016-9)
- F. Fischer, « Poterie de terre », Encyclopédie de l’Alsace, vol.10, 1985, p. 6134-6137
- A. Elchinger, La poterie à Soufflenheim et à Betschdorf à travers les âges, Strasbourg, 1937,
- Hans Haug, « L’industrie de la poterie à Soufflenheim », 2 p., Images du Musée Alsacien, 1910, pl. 155 et 156
- Georges Klein, Céramiques populaires alsaciennes : à l'Ancienne Douane, 8 février-1er avril 1973, ville de Strasbourg, Strasbourg, Musée Alsacien, 1973, 160 + 48 pl.
- Jean-Pierre Legendre, Jean Maire, « La céramique de Soufflenheim (Bas-Rhin) du milieu du XIXe au début du XXe siècle : typologie de la production et éléments de chronologie », Cahiers Alsaciens d’Archéologie, d’Art et d’Histoire, XXXIX, 1996, p. 139-170.
- Adolphe Riff, « Les ateliers de céramique populaire dans le Bas-Rhin à la fin du XVIIIe siècle », Artisans et paysans de France, III, 1948, p. 95-109 (p. 98).
- (de) Lutz Röhrich, Gertraud Meinel, Töpferei im Elsass dargestellt am Beispiel von zwei Familienbetriben in Oberbetschdorf und Soufflenheim, Ed. Konkordia, Buhl (Baden), 1975, 88 p.
- Marie-Dominique Waton et Jean Maire, « Un extraordinaire lot de céramiques à décor polychrome découverts à l’ENA-Strasbourg », CAAAH, no XXXVIII,‎ 1995, p. 121-149

#### La poterie de grès
- Jean-Louis Ernewein, La poterie de grès au sel, Ed. du Bastberg, 2006, 119 p.,  (ISBN 2-84823-067-3)
- Aurélie Gerbier (dir.), Au gré du Rhin, 2014, 128 p., catalogue d'exposition Ecouen, Musée de la Renaissance,  (ISBN 978-2-7118-6235-1)
- Georges Klein, Grès traditionnels d’Alsace et d’ailleurs…, 1978, 92 p. catalogue d’exposition Strasbourg, Musée Alsacien
- Marcel Schmitter, « La poterie de grès d’Alsace », Artisans et ouvriers d’Alsace, 1965, p. 325-334
- (de) H. Spiegel, « Eine Betrachtung auf Geschichte des Steinzeugs und ein Beitrag zur Geschichte der Pfälzischen und Saarländischen Produktionsstätten », Mitteilungen des Historischen Vereins der Pfalz, 67, 1969, p. 258.
- Collectif, Betschdorf, le village des potiers, Ed. Coprur, 1999, 383 p. (De l'histoire de la poterie p. 126-147). (ISBN 2-84208-046-7)
- Betschdorf; guide découverte, Syndicat d'initiative, 2002, 48 p. (p. 27-43).

#### Faïences de Hannong
- Marie Alice et Jacques Bastian, « L’histoire de la céramique en Alsace au XVIIIe siècle », Les collections du Musée Historique de la Ville de Strasbourg, 2008, p. 127-133.
- Marie Alice et Jacques Bastian, « Les Hannong et leurs grands services », Les Saisons d'Alsace, no 94, 2022, p. 42-47.
- Hans Haug, « De l’artisanat », préface à Artisans et ouvriers d’Alsace, Istra, 1965

#### Utilisation
- Jean-Michel Boehler, La paysannerie de la plaine d’Alsace : 1648-1789, vol. 2, « Les métiers », p. 1079-1101 ; « Se nourrir : la satisfaction des besoins vitaux », p. 1620-1653 ; « Les modes de consommation », p. 1683-1688, Strasbourg, Presses Universitaires de Strasbourg, 1994  (ISBN 2-86820-139-3)

#### Faïenceries industrielles
- Émile Decker, Christian Thévenin, Les arts de la table, Association des Amis des Musées de Sarreguemines, 2002 (ISBN 2-86480-620-7)
- Faïences de l'Est de la France, 1732-1890 (cat. exposition Saint-Dié), 2006, 187 p. (ISBN 2951949014)
- Georges Klein, Faïences populaires en usage en Alsace : catalogue d’exposition, Strasbourg, Musée Alsacien, 1984, 73 p.